# Церква Чуда Архістратига Михаїла в Хонах (Піщане)
Церква Чуда Архістратига Михаїла в Хонах у Піщаному — парафія і храм ПЦУ в селі Піщаному Залозецької громади Тернопільського району Тернопільської области України. Пам'ятка архітектури місцевого значення.

## Історія церкви
1928 року збудовано муровану церкву на місці давнього храму, який вперше згадується в [1893] році.
До [1918] року вона була дочірньою церквою Батькова Золочівського району, потім у [1924] році було створено окрему парафію, яку ще обслуговував священник зі згаданого села.
Кількість парафія: 1832 — 126, 1844 — 243, 1854 — 271, 1864 — 283, 1874 — 315, 1884 — 328, 1894 — 298, 1904 — 423, 1914 — 475.

## Парохи
- о. Василь Дейницький ([1832]—1833)
- о. Дмитро Грисевич (1833—1836, адміністратор)
- о. Юліан Струминський (1836—1869+)
- о. Іларій Струминський (1869—1877)
- о. Микола Фольварків (1877—1891, адміністратор)
- о. Мар'ян Заяцьківський (1891—1893, адміністратор)
- о. Адам Витвицький (1893—1894 адміністратор, 1894—1920)
- о. Зиновій Кузьма (1922—1924, адміністратор)
- о. Стефан Карпович (1924—1932)
- о. Йосип Цикало (1932—1936, адміністратор)
- о. Іван В. Цебровський (1937—[1939], адміністратор, [1944])
- о. Іван Осейко — нині[2].